# Haïm Zafrani
Haïm Zafrani, en arabe : حاييم الزعفراني, né le 10 juin 1922 à Essaouira (Mogador) et mort le 31 mars 2004 à Paris, est un historien franco-marocain, spécialiste de la culture séfarade et des relations entre Juifs et Arabes. Hébraïsant et arabisant, il a écrit une quinzaine d'ouvrages et plus de 150 articles sur le judaïsme en terre d'Islam, en particulier au Maroc, mais aussi sur la Kabbale. Ses recherches linguistiques ont porté essentiellement sur l'hébreu, le judéo-arabe et le judéo-berbère.

## Biographie

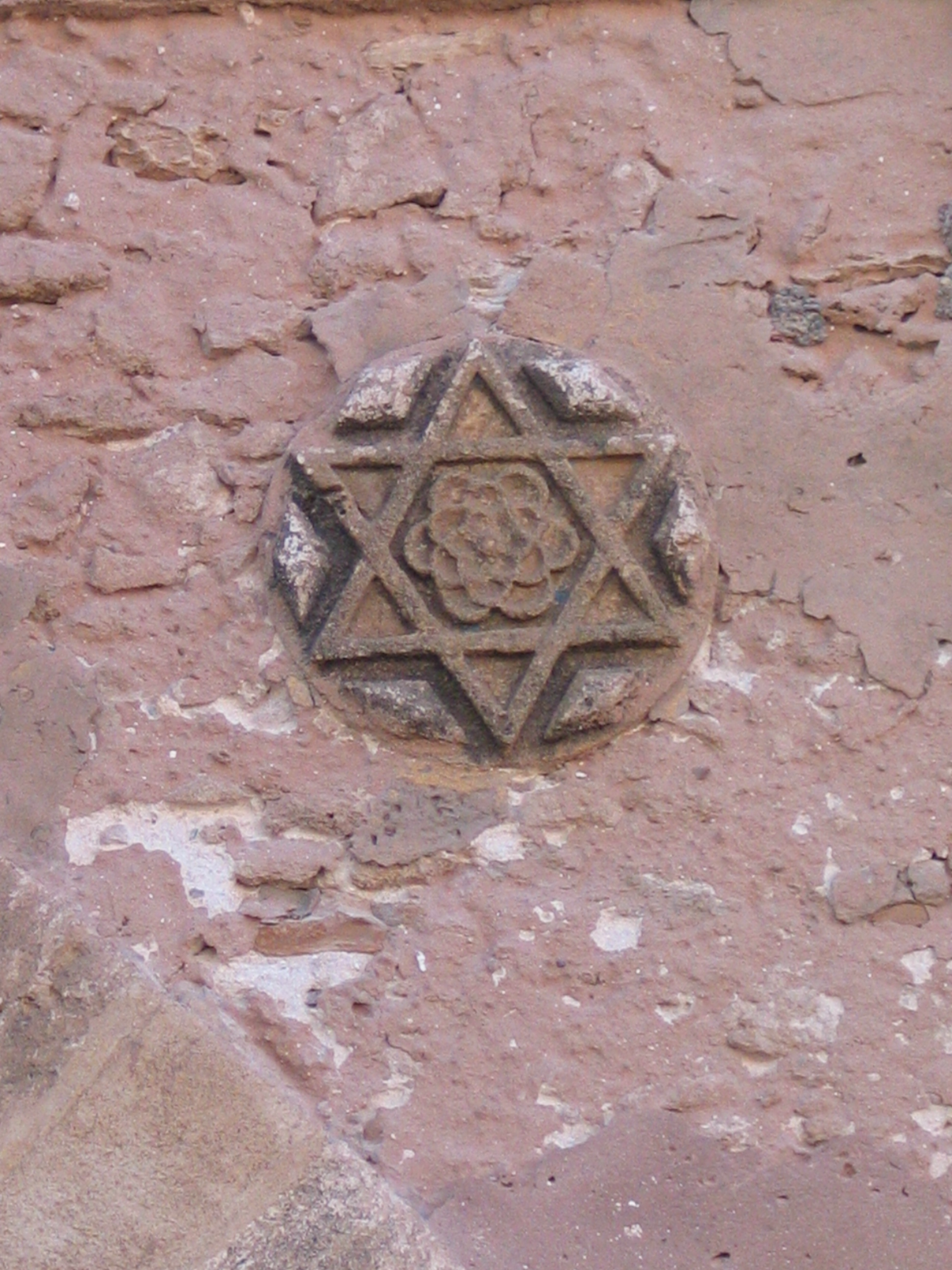
Bas-relief dans l'ancien mellah d'Essaouira.

Héritier d'une culture judéo-marocaine, Haïm Zafrani était issu d'une famille expulsée d'Espagne en 1492, en même temps que les musulmans, et qui s'était établie dans le Souss. Son père meurt quand il a quatre ans, et il est élevé par ses grands-parents, des lettrés qui lui donnent une formation intellectuelle traditionnelle. Après une formation d'instituteur, à Paris, et plus tard d'ingénieur en radio et électricité, il poursuivit ses études tout en travaillant en tant que professeur d'arabe dans les écoles de l'Alliance israélite universelle au Maroc. Il passa une grande partie de sa vie à Rabat, Casablanca et Paris.
L'une de ses activités était de répertorier et de conserver la tradition orale et la musique des Juifs du Maroc. Ainsi a-t-il enregistré les mélodies du rabbin David Buzaglo (1903-1975).
Haïm Zafrani était docteur ès lettres et sciences humaines, docteur en études orientales, licencié en droit et sciences économiques, diplômé d’arabe classique (Université de Rabat) et de langue hébraïque (Université de Jérusalem), membre de l’Institut des hautes études sémitiques (Collège de France), du Conseil de coopération Collège de France-universités, membre du comité de parrainage de la revue Horizons maghrébins, membre de l’Académie du royaume du Maroc. Il a dirigé le Département de langue hébraïque et de civilisation juive à l'université de Paris-VIII, dont il est devenu professeur émérite.
Il a reçu de nombreuses distinctions : le Irving and Bertha Neuman Distinguished Scholar Award de l'université hébraïque de Jérusalem (1982-1983), le prix Yad Yitzhak Ben-Zvi (1985), le prix Grand Atlas (1999) et le Prix du Maghreb (2001). Enfin, l'Institut universitaire d'études juives Elie Wiesel a créé un prix Haïm Zafrani.

## Publications
- Pédagogie juive en terre d'Islam : l'enseignement traditionnel de l'hébreu et du judaïsme au Maroc, A. Maisonneuve, 1969.
- Deux mille ans de vie juive au Maroc, Maisonneuve et Larose, 1983 ; 1999 (résumé en ligne).
- Kabbale, vie mystique et magie : judaïsme d'Occident musulman, Maisonneuve et Larose, 1986 (extraits en ligne).
- L'Ecclésiaste et son commentaire, "le livre de l'ascèse" : la version arabe de la Bible de Saadia Gaon (avec André Caquot), Maisonneuve et Larose, 1989.
- Éthique et mystique, Judaïsme en terre d’Islam : le commentaire kabbalistique du "Traité des Pères", Maisonneuve et Larose, 1991 (extraits en ligne).
- Juifs d'Andalousie et du Maghreb, Maisonneuve et Larose, 1996 ; 2002 (extraits en ligne).
- Recherches sur les Juifs du Maghreb, Institut européen d'études hébraïques, Université de Paris-VIII, 1997.
- Traditions poétiques et musicales juives en Occident musulman, STAVIT/UNESCO, 1998.  (ISBN 2-911671-50-3)
- Les Traducteurs d'Espagne et de Provence (avec Michèle Bayar).
- « Lieux de sagesse, d'universalisme et de paix », in Publications de l'Académie du Royaume du Maroc, éd. ARM, 2002, p. 89-101.
- Le monde de la légende : littérature de prédication juive en Occident musulman, éd. Maisonneuve & Larose, 2003 (extraits en ligne).